# Будинок із башточкою
«Дім з башточкою» — український художній чорно-білий фільм режисера Єви Нейман за однойменним оповіданням Фрідріха Горенштейна.

## Сюжет
Дія фільму відбувається в СРСР взимку 1944 року. Хлопчик 8 років разом із мамою їде в поїзді. Вони повертаються з евакуації додому, де на них чекає дідусь. Однак мама хлопчика хвора. На одній зі станцій їх знімають із поїзда — маму забирають у медпункт. Звідти її відвозять до лікарні. Хлопчик змушений добиратися до лікарні самостійно. Знайшовши маму і побачившись із нею, він вирушає на пошту, щоб надіслати телеграму дідові. Потім він повертається в лікарню, де його залишають у палаті з мамою. Лікар обіцяє, що вилікує їх обох. Однак наступного дня мама помирає.
Хлопчик залишається сам на сам зі своїм горем, серед чужих людей, яким, за великим рахунком, до нього байдуже. За один день йому доводиться подорослішати, запевняючи себе, що все буде добре. Довірившись незнайомцям, він продовжує свій шлях додому, до єдиної рідної людини — дідуся. З вікна поїзда хлопчик востаннє бачить станцію, назви якої так ніколи й не дізнається. Усе, що він запам'ятав про місце, де назавжди залишилася його мама, — це те, що на привокзальній площі стоїть старий будинок із башточкою.

## Актори
У кінострічці знялися Альберт Філозов, Катерина Голубєва, Михайло Векслер, Віталій Лінецький, Марія Поліцеймако. Головну роль зіграв 9-річний хлопчик, вихованець одеського інтернату Дмитро Кобецький.

## Нагороди
- На 47-му Міжнародному кінофестивалі у Карлових Варах, фільм здобув головну нагороду конкурсної програми «Від Сходу до Заходу»
- Перемога на 16-му Міжнародному кінофестивалі «Темні ночі» в Таллінні (Гран-прі кінофестивалю, а також нагороду за найкращу операторську роботу)